# Conrrado Moscoso
Conrrado Kevin Moscoso Ortiz (Sucre, Bolivia; 25 de septiembre de 1995) es un raquetbolista boliviano. Actualmente, ocupa el puesto #1 en el ranking mundial de racquetbol (2023). 

## Trayectoria
En el Campeonato Mundial de Racquetbol de 2014 obtuvo el segundo puesto en singles y el tercer puesto en dobles.
También consiguió el tercer puesto en singles en el Campeonato Panamericano de Racquetbol de 2015 y el primer puesto en singles sub-18 en el campeonato mundial júnior de racquetbol de 2013.
Conrrado Moscoso se consagró campeón mundial 2022 de ráquetbol de la categoría Open, la máxima de este deporte, luego de vencer en un gran partido al estadounidense Rocky Carson III por tres sets contra uno este jueves, en el certamen que se desarrolla en San Luis Potosí, México.
Éste es el primer título no solamente de Moscoso, sino de un boliviano en individual, con lo que el deportista hizo historia y corona su carrera deportiva con la mayor consagración. Además, se impuso a Rocky Carson, que es cinco veces campeón mundial.
Su camino hacia este título también marcó otras proezas, como eliminar en cuartos de final al campeón de la anterior edición, el estadounidense Alejandro Landa, y en semifinales al mexicano Rodrigo Montoya, quien también cuenta con un campeonato mundial en su haber.
El primer set fue favorable a Carson por 9-11, pero después remontó Moscoso al ganar los tres siguientes, con marcadores por 11-7, 11-4 y 11-8, con lo que consiguió la victoria y el título.

### Juegos Panamericanos
Obtuvo la medalla de plata en los Juegos Panamericanos de 2015 en Toronto en ráquetbol dobles masculino junto a Roland Keller.
En individual obtuvo la medalla de bronce. En equipo masculino obtuvo bronce junto a Roland Keller y Carlos Keller.
En el 2019, obtuvo la medalla de oro en los Juegos Panamericanos de 2019 en Lima en ráquetbol equipos junto a Roland Keller, Carlos Keller y Kadim Carrasco. También consiguió la medalla de plata en dobles junto a Roland Keller y la medalla de bronce en singles.
En los Juegos Panamericanos de 2023 en Santiago de Chile, Conrrado Moscoso venció a Carlos Keller en singles, consiguiendo su segunda medalla de oro. Así mismo, en la categoría de equipos, Moscoso y Keller consiguieron conjuntamente otra medalla de oro, venciendo a Canadá.